# Adnan Nawaz
 (juillet 2013).
Adnan Nawaz est un animateur et réalisateur de télévision britannique. Il présente les nouvelles sportives à la chaîne d'information en continu BBC News 24 et BBC World pendant la semaine.  Il s'est joint à News 24 en 2000 et il est devenu un présentateur.  Il anime sur BBC World depuis 2001.
Nawaz a commencé sa carrière journalistique à la BBC en 1994 à titre d'assistant à la section latino-américaine de BBC World Service. Il a été muté à BBC Radio, où il est devenu réalisateur spécialisé dans les émissions sportives.